# Готтфридссон, Йим
Йим Готтфридссон (швед. Jim Gottfridsson; род. 2 сентября 1992 года)  — шведский гандболист, выступающий за немецкий клуб «Фленсбург-Хандевитт» и сборную Швеции. Чемпион Европы 2022 года, призёр чемпионата мира 2021 года. Самый ценный игрок чемпионатов Европы 2018 и 2022 годов.

## Клубная карьера
Йим Готтфридссон — воспитанник клуба «Истад». Готтфридссон начинал профессиональную карьеру в клубе «Истад» в 2010 году. В 2011 году Готтфридссон перешёл в клуб Ystads IF HF. В чемпионате Швеции Готтфридссон сыграл 64 матча и забросил 228 голов. В 2013 году Готтфридссон заключил контракт с немецким клубом «Фленсбург-Хандевитт».

## В сборной
Готтфридссон выступает за сборную Швеции. Дебют Готтфридссона за сборную состоялся 1 ноября 2012 года в матче против Украины. Всего за сборную Готтфридссон сыграл 142 матча и забросил 458 мячей.
В 2011 году Готтфридссон выступал в чемпионате Европы среди молодёжи до 19 лет. Готтфридссон — участник Олимпийских игр 2016 года в Рио-де-Жанейро. Готтфридссон стал самым ценным игроком чемпионатов Европы 2018 и 2022 годов.

## Награды
Командные
- Победитель лиги чемпионов ЕГФ: 2014
- Чемпион Европы: 2022
- Серебряный призёр чемпионата Европы: 2018
- Бронзовый призёр чемпионата мира среди юношей: 2011
- Чемпион Германии: 2018, 2019
- Обладатель Кубка Германии: 2015
- Обладатель Суперкубка Германии: 2019

Личные
- Самый ценный игрок чемпионата Европы: 2018, 2022
- Гандболист года в Швеции: 2018, 2022
- Лучший разыгрывающий чемпионата мира: 2021

## Статистика
| 2013/14 | Фленсбург-Хандевитт | Бундеслига | 34 | 72 | 0  | 72 | лига чемпионов ЕГФ | 16 | 41 | - | -  |
| 2014/15 | Фленсбург-Хандевитт | Бундеслига | 12 | 20 | 0  | 20 | лига чемпионов ЕГФ | 2  | 4  | - | -  |
| 2017/18 | Фленсбург-Хандевитт | Бундеслига | 21 | 35 | 0  | 35 | Лига чемпионов ЕГФ | 8  | 18 | 0 | 18 |
| 2018/19 | Фленсбург-Хандевитт | Бундеслига | 32 | 87 | 0  | 87 | Лига чемпионов ЕГФ | 14 | 32 |   |    |
| 2019/20 | Фленсбург-Хандевитт | Бундеслига | 20 | 68 | 13 | 55 | Лига чемпионов ЕГФ | 10 | 29 |   |    |